# Negril
Ne doit pas être confondu avec Négril.
Pour les articles homonymes, voir Negril (homonymie).
Negril est une ville et une station balnéaire de la côte occidentale de la Jamaïque. Elle s'étend sur deux paroisses du comté de Cornwall : Hanover et Westmoreland. Le centre de Negril, la station balnéaire de West End sur les falaises et la partie sud de la plage Seven Mile Beach se trouvent dans la paroisse de Westmoreland. Le nord de la station balnéaire, le long de la plage, se trouve dans la paroisse de Hanover. Negril est devenue l'un des centres touristiques les plus connus de la Jamaïque.

## Galerie

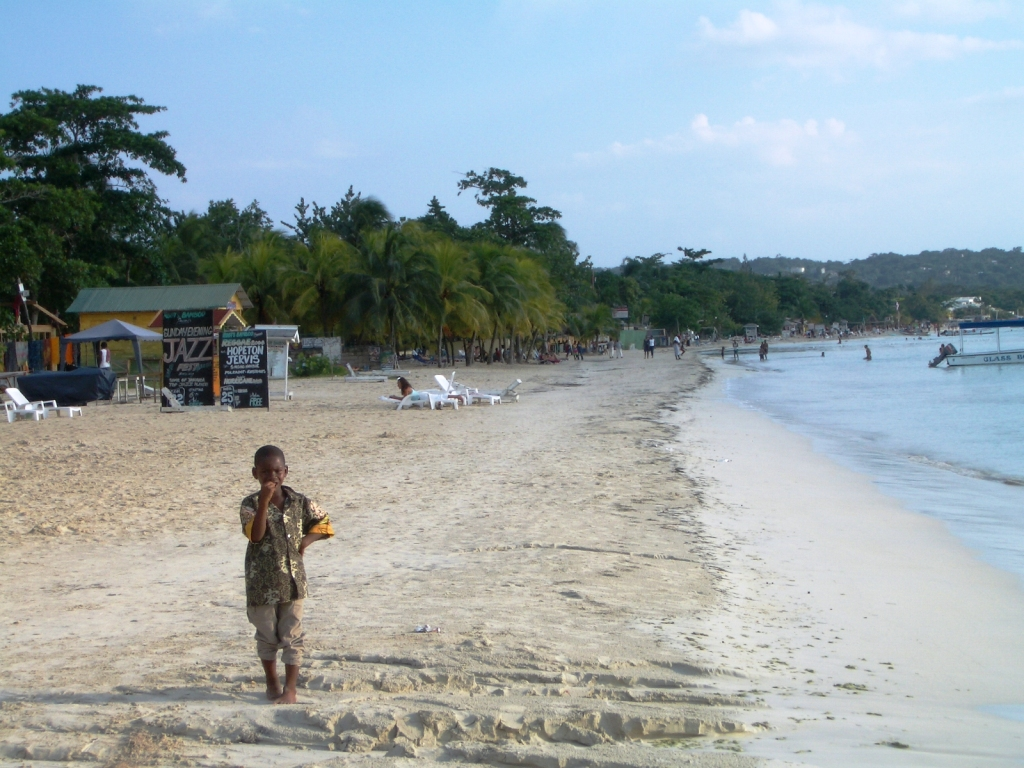
Seven Miles Beach à Negril
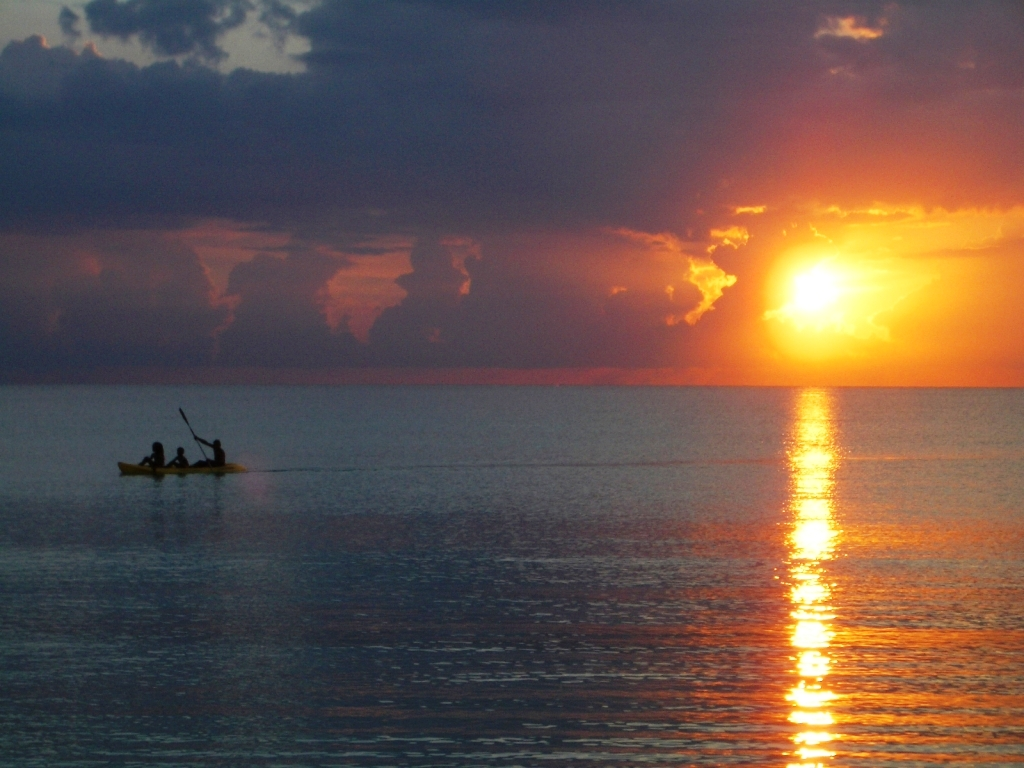
Coucher de soleil à Negril